# Monopteryx inpae
Monopteryx inpae är en ärtväxtart som beskrevs av William Antônio Rodrigues. Monopteryx inpae ingår i släktet Monopteryx och familjen ärtväxter. Inga underarter finns listade i Catalogue of Life.